# 馬度·拿尼積克
馬度·拿尼積克（1979年6月3日—），克羅地亞职业足球运动员，司职後衛，2009年加盟日職大宮松鼠。

## 球會生涯
他出道於奥拿斯積，2002年轉投夏德，效力球隊三年之後，轉投水原藍翼，2009年他加盟日職大宮松鼠。

## 國際賽生涯
他是國家隊的邊緣球員，偶爾會入選，至目前為止，他累積了十次上陣紀錄及一個入球，他首次為國家隊上陣是在2001年4月25日友誼賽對希臘，該場比賽他以後備身份入場，事隔兩年後才獲第二次上陣機會，該場比賽是在2003年11月15日2004年歐洲國家盃外圍賽附加賽對斯洛文尼亞，該場比賽他踢足90分鐘，至於第一個國際賽入球是在2004年2月18日友誼賽對德國，他亦是2004年歐洲國家盃決賽週的大軍之一，但在三場分組賽只呆坐在後備席上，他最近代表國家隊上陣已是三年前的賀歲盃了。

## 榮譽

### 個人榮譽
- 2006 韓國職業足球聯賽 最佳11人
- 2007 韓國職業足球聯賽 最佳11人
- 2008 韓國職業足球聯賽 最佳11人

### 水原藍翼
- 2008 三星盃（英语：Hauzen Cup） 冠軍
- 2008 韓國職業足球聯賽 冠軍